# 邁克·鮑威爾

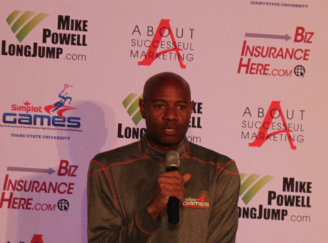
2015年

米高（邁克）·安東尼奧·鮑威爾（Michael ("Mike") Anthony Powell，1963年11月10日—）是一位美國田徑運動員。目前為男子跳遠（8.95米）的世界紀錄保持者。鲍威尔出生于宾夕法尼亚州的费城。

## 生平
在1991年世界田径锦标赛上，鲍威尔以5cm的优势打破了由鲍勃·比蒙（Bob Beamon）保持23年之久的男子跳远世界纪录，成绩为8.95m。目前，该项纪录仍在保持，使得鲍威尔成为1900年以来保持世界纪录超过20年的第四个人。
鲍威尔在1988年汉城奥运会和1992年巴塞罗那奥运会上均获得银牌，在1993年世界田径锦标赛和1995年世界田径锦标赛中分别获得金牌和铜牌。
鲍威尔于1996年亚特兰大奥运会后退役，之后于2001年复出，并希望能够参加2004年雅典奥运会，但是没有如愿。

## 統計
| 成績            | 風速（m/s） | 日期          | 地點                     |
| --------------- | ----------- | ------------- | ------------------------ |
| 8.95公尺        | +0.3        | 1991年8月30日 | 日本東京都新宿區         |
| 8.70公尺        | +0.7        | 1993年7月27日 | 西班牙沙拉曼卡           |
| 8.66公尺        | +0.9        | 1990年6月29日 | 法國Nord阿斯克新城       |
| 8.64公尺        | -0.5        | 1992年8月6日  | 西班牙加泰隆尼亞巴塞隆納 |
| 8.63公尺        | +0.5        | 1991年6月15日 | 美国紐約州               |
| 8.62公尺        | 0.0         | 1992年6月24日 | 美国路易斯安那州新奧爾良 |
| 8.61公尺        | +0.2        | 1991年7月7日  | 德国雷德                 |
| 8.59公尺        | +0.4        | 1993年8月20日 | 德国斯圖加特             |
| 8.58公尺        |             | 1991年6月15日 | 美国紐約州               |
| 8.58公尺        | +0.2        | 1994年8月19日 | 比利时布魯塞爾           |
| 平均約8.656公尺 |             |               |                          |

## 外部連結
- 邁克·鮑威爾在World Athletics（英语）
- 邁克·鮑威爾在www.USATF.org（英语）
- 邁克·鮑威爾在USATF Hall of Fame (archived)（英语）
- 邁克·鮑威爾在Olympics.com（英语）
- 邁克·鮑威爾在Olympedia（英语）
- 邁克·鮑威爾在California Sports Hall of Fame（英语）